# Hochgeschwindigkeitsstrecke Ankara–Izmir
| Ankara–Izmir             | Ankara–Izmir         |
| ------------------------ | -------------------- |
| Streckenlänge:           | 508 km               |
| Spurweite:               | 1435 mm (Normalspur) |
| Streckengeschwindigkeit: | 250 km/h             |
|                          |                      |

Die Hochgeschwindigkeitsstrecke Ankara–Izmir ist eine im Bau befindliche Schnellfahrstrecke in der Türkei, die Ankara und Izmir über Afyonkarahisar und Uşak mit Hochgeschwindigkeitszügen verbinden soll.

## Technische Parameter
Die Strecke wird 508 km lang und soll für eine Höchstgeschwindigkeit von 250 km/h ausgelegt werden, so dass die Fahrzeit zwischen Ankara und Izmir auf 3,5 Stunden schrumpft.

## Geschichte
Die Strecke wurde für den Bau in vier Abschnitte geteilt:
- Polatli (bei Ankara)–Afyonkarahisar
- Afyonkarahisar–Banaz
- Banaz–Salihli
- Salihli–Menemen (bei Izmir)

Mit dem Bau des Abschnitts Polatli–Afyonkarahisar wurde bereits 2013 begonnen, die Arbeiten aber 2018 eingestellt. Die Wiederaufnahme der Bauarbeiten erfolgte am 30. August 2022 mit einem Festakt. Großbritannien gewährt der Türkei für das Projekt einen Kredit über 2,1 Mrd. Euro. Die Inbetriebnahme der Strecke ist für 2025 vorgesehen.